# 紅葉館

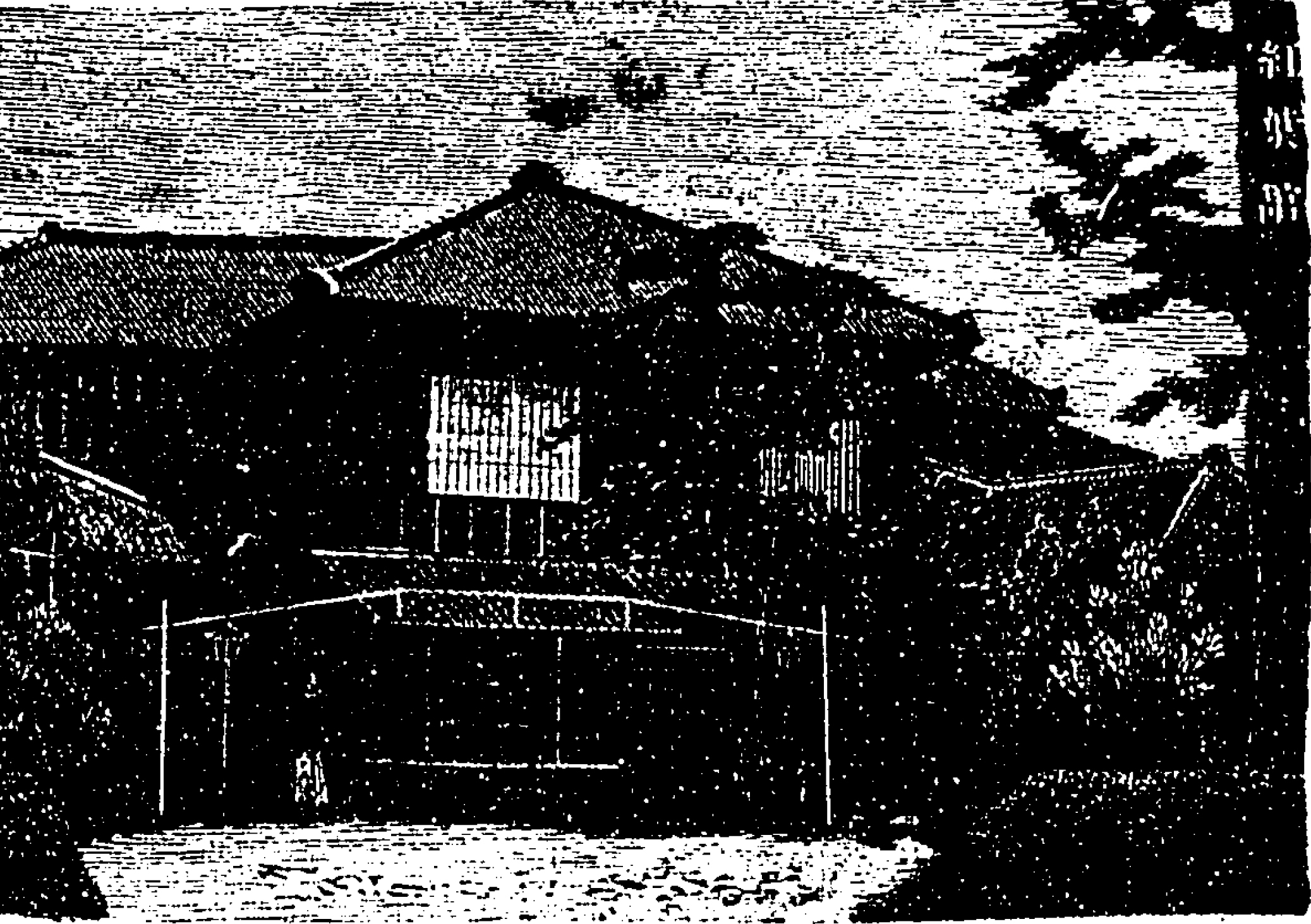
1890年（明治23年）頃の紅葉館。中野了随『東京名所図絵』より

紅葉館（こうようかん）は、明治・大正・昭和期に東京の芝区芝公園20号地に存在した会員制の高級料亭。

## 歴史
1881年（明治14年）2月15日、野辺地尚義が東京の芝に国際交流の舞台として紅葉館を創設。300名限定の会員制料亭として設立され、豪商・中沢彦吉等が社長を務めた。1890年（明治23年）に鹿鳴館がわずか7年で消滅した後は、条約改正を睨んだ外国人接待の場、政治家・実業家・文人・華族・軍人の社交場として使われ、東京名所図会や東京銘勝会にも収録された。近くに水交社があったため、海軍関係者が頻繁に利用していた。
創業者が没したのち衰退したが、社長となった中沢銀行の中沢は、箱根塔ノ沢で人気宿を経営していた長谷川多喜（長谷川時雨の母）に運営を任せた。
1945年（昭和20年）3月10日の東京大空襲で焼失し、64年の歴史に終止符を打った。4600坪に達した広大な敷地は日本電波塔株式会社に売却され、跡地には東京タワーが立っている。

## 紅葉館ゆかりの著名人
- 讀賣新聞を起した子安峻が創設者の一人であったため、同社の宴会に用いられることも多かった。
- 1938年6月26日に本因坊秀哉の引退碁の第1局が行われた。この様子は川端康成の『名人』にも描かれている。
- 尾崎紅葉はペンネームを同料亭からとった。尾崎紅葉とともに硯友社の文人、巖谷小波・川上眉山・小栗風葉らも出入りした。
- 後にクーデンホーフ光子の名で知られる青山光子は、小学校を終えた後、行儀見習として紅葉館の女中をしていた。
- 1891年（明治24年）には大槻文彦編纂の国語辞典『言海』の完成祝賀会が開かれた。祝賀会には、伊藤博文（当時枢密院議長）・勝海舟らが出席した（席上で伊藤博文は「もう鹿鳴館の時代ではない」と挨拶している）。【参考文献】池野藤兵衛『料亭　東京芝・紅葉館－紅葉館を巡る人々』1994年10月　砂書房